# Championnat d'Allemagne de football 1926-1927
Navigation
Meisterschaft
(Verbandsligen)
1925-1926 Meisterschaft
(Verbandsligen)
1927-1928
La saison 1926-1927 du Championnat d'Allemagne de football était la 20e édition de la première division allemande.
Seize clubs participent à la compétition nationale, il s'agit des clubs de 7 régions d'Allemagne. Le championnat national est disputé sous forme de coupe à élimination directe.
Le FC Nuremberg remporte le titre en s'imposant en finale face au Hertha Berlin. Le FC Nuremberg gagne le 5e titre de champion d'Allemagne de son histoire.

## Les 16 clubs participants
- Baltique : VfB Königsberg - SC Titania Stettin
- Brandebourg : Kickers 1900 Berlin - Hertha Berlin
- Centre : VfB Leipzig - Chemnitzer BC
- Nord : Hambourg SV - Holstein Kiel
- Sud : TSV Munich 1860 - SpVgg Fürth T - FC Nuremberg
- Sud-Est : Sportfreunde Breslau - FV Breslau 1906
- Ouest : Fortuna Düsseldorf - Duisbourg SpV - Schalke 04

## Compétition
La compétition a lieu sous forme de coupe, avec match simple.

### Premier tour
- Tous les matchs ont eu lieu le 8 mai 1927.

| Équipe 1                 | Résultat | Équipe 2           |
| ------------------------ | -------- | ------------------ |
| FC Nuremberg             | 5 - 1    | Chemnitzer BC      |
| Fortuna Düsseldorf       | 1 - 4    | Hambourg SV        |
| Schalke 04               | 1 - 3    | TSV Munich 1860    |
| Kickers 1900 Berlin a.p. | 5 - 4    | Duisbourg SpV      |
| Holstein Kiel            | 9 - 1    | SC Titania Stettin |
| Sportfreunde Breslau     | 1 - 3    | SpVgg Fürth T      |
| VfB Königsberg           | 1 - 2    | Hertha Berlin      |
| VfB Leipzig              | 3 - 0    | FV Breslau 1906    |

### Quarts de finale
- Tous les matchs ont eu lieu le 22 mai 1927.

| Équipe 1        | Résultat | Équipe 2            |
| --------------- | -------- | ------------------- |
| Hertha Berlin   | 4 - 2    | Holstein Kiel       |
| SpVgg Fürth T   | 9 - 0    | Kickers 1900 Berlin |
| Hambourg SV     | 1 - 2    | FC Nuremberg        |
| TSV Munich 1860 | 3 - 0    | VfB Leipzig         |

### Demi-finale
- Tous les matchs ont eu lieu le 29 mai 1927.

| Équipe 1      | Résultat | Équipe 2        |
| ------------- | -------- | --------------- |
| FC Nuremberg  | 4 - 1    | TSV Munich 1860 |
| Hertha Berlin | 2 - 1    | SpVgg Fürth T   |

### Finale
| 12 juin 1927 | Hertha Berlin | 0 - 2 | FC Nuremberg | Deutsches Stadion, Berlin |  |
|              |               |       |              |                           |  |

## Bilan de la saison
| Tableau d'Honneur                   |              |
| Compétition                         | Vainqueur    |
| Championnat d'Allemagne de football | FC Nuremberg |